# Graceland Cemetery
Graceland Cemetery é um grande cemitério da era vitoriana localizado no lado norte da área comunitária de Chicago Uptown, Estados Unidos. Estabelecido em 1860, sua entrada principal é na interseção da Clark Street e Irving Park Road.

## Sepultamentos

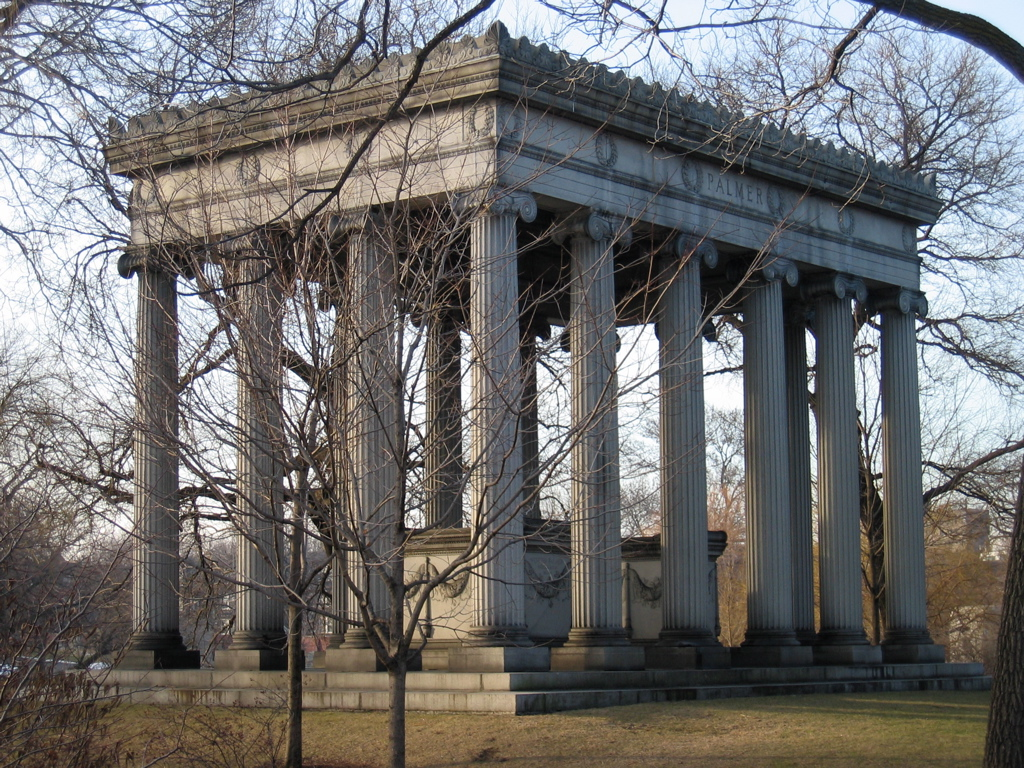
Mausoleu de Potter Palmer e Bertha Palmer

- Alexander C. McClurg, livreiro e general da Guerra Civil
- Allan Pinkerton, detetive
- Augustus Dickens, irmão de Charles Dickens
- Bertha Palmer, filantropa
- Bob Fitzsimmons, pugilista
- Bruce Goff, arquiteto
- Bruce Graham, arquiteto
- Bryan Lathrop, empresário
- Carter Harrison Jr., prefeito de Chicago
- Carter Harrison Sr., prefeito de Chicago
- Charles Henry Wacker,[2] empresário e filantropo, diretor da Exposição Universal de 1893
- Charles L. Hutchinson, banqueiro, presidente do Art Institute of Chicago
- Cornelius Krieghoff, pintor canadense
- Cyrus McCormick, empresário e inventor
- Daniel Burnham, arquiteto
- Daniel Hale Williams, cirurgião-geral afro-americano que realizou em 1893 a primeira cirurgia bem-sucedida e documentada de peito aberto, para reparar uma ferida no pericárdio
- David Adler, arquiteto
- Dawn Clark Netsch, política
- Doug Buffone, jogador de futebol americano
- Edith Rockefeller McCormick, enteada de Cyrus McCormick
- Elbert Henry Gary, diretor da United States Steel
- Ernie Banks, jogador de baseball
- Fazlur Rahman Khan, engenheiro estrutural
- Francis Wayland Palmer, político
- Frank Orren Lowden, governador de Illinois
- Fred A. Busse, prefeito de Chicago
- Frederic Clay Bartlett, artista, colecionador de artes
- George Grant Elmslie, arquiteto
- George Pullman, inventor e industrial ferroviário
- Henry Honoré, empresário
- Herbert Emery Hitchcock, senador
- Hermann Raster, político
- Howard Van Doren Shaw, arquiteto
- Jack Johnson, primeiro boxeador negro campeão mundial dos pesos-pesados
- John Jacob Esher (1823–1901), bispo da Evangelical Association
- John Kinzie, pioneiro canadense, um dos primeiros brancos a se assentar na cidade de Chicago
- John Peter Altgeld, governador de Illinois
- John Wellborn Root, arquiteto
- Joseph Medill, prefeito de Chicago
- Justin Butterfield, advogado
- Kate Warne, primeira mulhre detetive, funcionária de Allan Pinkerton
- László Moholy-Nagy, fotógrafo
- Lorenzo Brentano, membro da Câmara dos Representantes dos Estados Unidos
- Louis Sullivan, arquiteto
- Ludwig Mies van der Rohe, arquiteto
- Marion Mahony, arquiteta
- Marshall Field, empresário
- Mary Hastings Bradley, escritora
- Melville Fuller, Chefe de Justiça dos Estados Unidos
- Nancy Fowler McCormick, empresária
- Philip Danforth Armour, empresário da indústria da carne
- Potter Palmer, empresário
- Richard Nickel, fotógrafo
- Robert Henry Lawrence, primeiro negro a ser escolhido como astronauta
- Roger Ebert, crítico de cinema
- Ruth Page, dançarina e coreógrafa
- Sarah E. Goode, primeira mulher afro-americana a obter uma patente nos Estados Unidos
- Victor Lawson, editor do Chicago Daily News
- Walter Netsch, arquiteto
- Walter Webb Allport, dentista
- William Holabird, arquiteto
- William Hulbert, presidente da National League
- William Le Baron Jenney, arquiteto, pai do arranha-céu dos Estados Unidos
- William Wallace Kimball, fundador da Kimball International
- Membros da família de William Deering